# Propebela arctica
Propebela arctica é uma espécie de gastrópode do gênero Propebela, pertencente a família Mangeliidae.